# Dorfkirche Behlitz
Die Dorfkirche Behlitz ist eine evangelisch-lutherische Kirche im Ortsteil Behlitz der Stadt Eilenburg im Landkreis Nordsachsen. Die Filialkirche des Pfarrbereichs Krostitz liegt im Kirchenkreis Torgau-Delitzsch der Evangelischen Kirche in Mitteldeutschland. Sie ist sowohl das älteste Bauwerk im Ort, als auch das älteste Kirchengebäude des Pfarrbereichs. Die Dorfkirche einschließlich des Friedhofs mit Einfriedung und Kriegerdenkmal ist eingetragenes Kulturdenkmal in der Denkmalliste des Landesamtes für Denkmalpflege Sachsen.

## Geschichte
Die Dorfkirche Behlitz wurde vermutlich zwischen dem 9. und 11. Jahrhundert als Waldkapelle errichtet. Für eine Datierung in die romanische Zeit sprechen Teile der Saalwände, der untere Turmteil und die Apsis sowie eine alte Wandbemalung im Altarraum, die die zwölf Apostel zeigt, über denen in der Mitte Christus steht. Dies entspricht einem häufig verwendeten Motiv in dieser Zeit. Das Kirchenschiff wird der Wendenzeit zugeschrieben. Die Kirche wurde Überlieferungen zufolge der Heiligen Katharina geweiht. Eine Darstellung Katharinas findet sich in einem kleinen Bleiglasfenster des Altarraums. 
In den Jahren 1702 bis 1705 erfolgte eine Renovierung, 1711 wurde die erste Uhr am Turm installiert. Eine weitere Renovierung erfolgte 1840, als die noch heute vorhandenen Kirchenbänke eingebaut wurden. Die Orgel stammt aus dem Jahr 1862. Die heute am Turm befestigte Uhr wurde 1887 angebracht. 1893 brach nach einhundert Jahren die Wetterfahne ab und musste erneuert werden. Von den ursprünglich drei Glocken wurden im Ersten Weltkrieg zwei eingeschmolzen. 1922 wurde eine neue Glocke zum Ersatz beschafft. In der DDR-Zeit wurden zur Erhaltung des Gebäudes weitere Maßnahmen ergriffen. So wurden 1966 die Außenwände verputzt und 1989 das Dach neu gedeckt. 1993 und 1994 erfolgte eine Renovierung des Innenraums, in jüngster Zeit wurde die Fassade neu gestrichen und das Dach abermals neu eingedeckt.

## Architektur

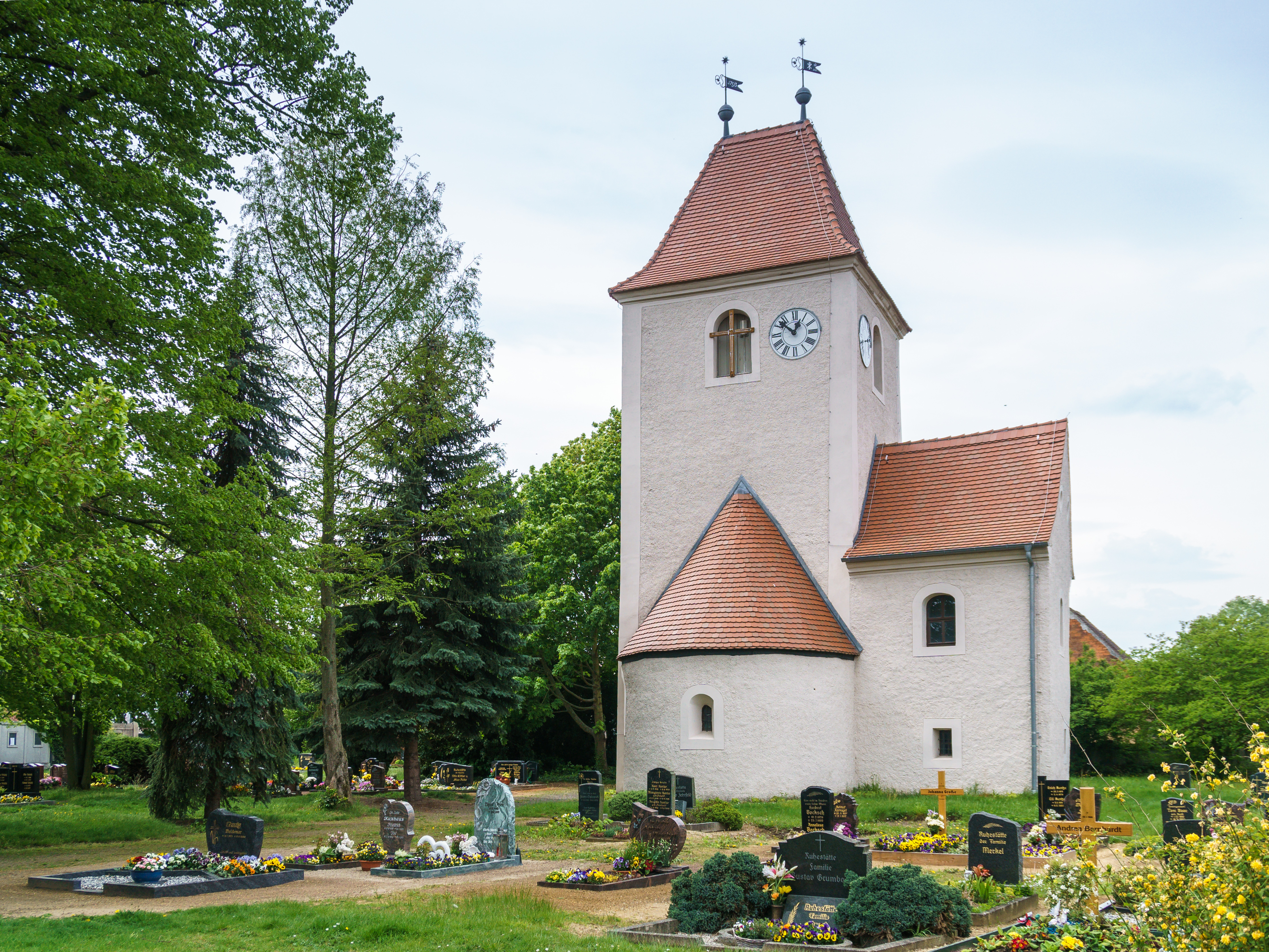
Ostseite der Kirche mit dem Chorturm und der Apsis

Das Kirchengebäude besteht aus einem quadratischen gedrungenen Turm mit Walmdach, der den Chorraum bildet (Chorturmkirche), und dem westlich angebauten rechteckigen Saalbau. Später entstand noch ein beidseitig vorspringender Anbau an der Westseite. Die östlich liegende Apsis ist bündig mit der Nordseite des Turmes und damit auch des Saales, nicht aber mit der Südseite, so dass sie nicht in der Achse des Saales liegt, sondern nach Norden abweicht.
Da die Architektur der Romanik meist von einer symbolischen Bedeutung begleitet wurde, gibt es für die Bauweise der Kirche verschiedene Deutungen. Eine geht davon aus, dass der Grundriss den Leib Christi am Kreuz mit seinem leicht nach links geneigten Kopf symbolisiert. Eine weitere Theorie sieht die Apsis als den enthaupteten Kopf der ursprünglichen Namenspatronin Katharina.

## Pfarrer
In der Vakanzzeit 1637 bis 1652 übernahm der Pfarrer von Liemehna die Betreuung der Gemeinde. Seit 1961 ist Behlitz nur noch Filialkirche, zunächst von St. Marien in Eilenburg und ab 1978 von Hohenleina. Mit letzterer ging die Gemeinde im Kirchspiel Krostitz auf, dem sie bis heute angehört.
- –1534: Johannes Frantz
- 1534–1556: Nikolaus Starke
- 1557–1561: Christoph Sachse
- 1561–1562: Lorenz Bornstein
- 1563–1572: Simon Sauerbier
- 1573–1580: Jonas Eckart
- 1580–1590: Andreas Neidhardt
- 1590–1592: Christoph Kappe
- 1593–1612: Johannes Müller
- 1613–1616: Johannes Friedrich
- 1616–1625: Johannes Wittich
- 1625–1628: Heinrich Anger
- 1629–1631: Caspar Schellenberg
- 1632–1634: Caspar Vollgnad
- (1632–1634: Elias Nebiger)
- 1634–1637: Daniel Conradi
- 1637–1652: vakant
- 1652–1671: Lorenz Gräfe
- 1671–1683: Balthasar Wittenbecher
- 1683–1698: Johann Peter Linke
- 1699–1709: Johann Basilius Manitius
- 1709–1711: Johann Christian Spitzner
- 1711–1721: Johann David Paul Gebhardt
- 1721–1727: Johann Christian Viertel
- 1727–1737: Heinrich Wolff
- 1737–1741: Georg Gottfried Richter
- 1741–1762: Johann Christoph Wiederauf
- 1762–1772: Friedrich Leopold Schedlich
- 1772–1802: Gottlob Benjamin Neubert
- 1802–1813: Christian August Leberecht Kästner
- 1813–1825: Johann Christian Scholber
- 1825–1845: Johann Karl Ernst Habermann
- 1846–1869: Friedrich Hermann Eggert
- 1869–1873: Ernst Heinrich Anton Böhme
- 1874–1886: Friedrich Gustav Carl Krieg
- 1886–1900: Ludwig Wilhelm Felix Sachss (bis 1888 Prädikant, danach Pfarrer)
- 1900–1903: Wilhelm Gustav Karl Woock
- 1904–1936: Karl Otto August Hartwig
- 1936–1945: vakant
- 1945–1952: Friedrich Hermann Haufe
  - 1945–1948: Rolf Philipps (Hilfsprediger)
- 1953–1961: Karl Otto Mercker